# 上流社會
上流社會（英語：High society）又称上等階級（英語：Upper Class）、權貴、豪門大戶等。是社會上掌握政治權力及社會資源及自然資源分配權的既得利益者。
在資本主義社會，上流社會包括掌有最大額資本的財團企業家與高階主管、投資銀行家與創業投資家。在封建社會，上流社會則是包括有貴族爵位的知名家族成員。在動盪的年代，上流社會的人物不是永遠固定的幾位，例如法國大革命前後的路易十六，在1790年6月以後，參考以上的定義，他不再是上流社會的代表。在社會主義國家，上流社會是指擁有特權的黨的高官，有「紅色貴族」、新階級之稱（英文：New Class；日文：共産貴族；俄文：партийной номенклатуры」）。
雖然社會有階級之分，但在公平的社會，人民可以有適當的途徑，通過奮鬥努力從低層社會階級躋身上流社會。上流社會是不少文學著作的題材，如《茶花女》、《遠大前程》、《追憶似水年華》和《大亨小傳》等皆為代表作。上流社會人士如戴安娜王妃、芭黎絲·希爾頓等，也是時下秘聞雜誌狗仔隊追訪的對象。

## 中國
傳統中國上流通常指社會上有較高社會地位的一群人，通常有較高學識與修養，有品味，喜歡精緻藝術（至少「附庸風雅」一番）；與上層階級不同之處是後者是純粹以財富劃分。
在大多數人看來「上流社會」與「上層階級」相近，不過有些「上流社會」的人會看不起新近富起來的人（「暴發戶」），想方設法限制其「入流」；某些俱樂部，例如香港賽馬會，要有多於一名現會員推薦才能加入，不是有錢就成。

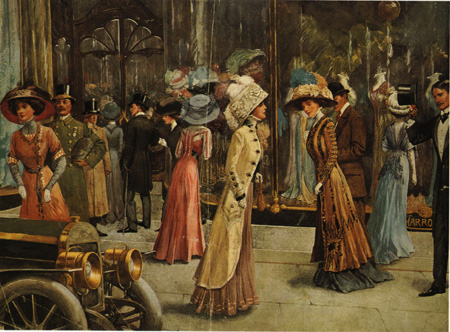
1909年描寫上流社會油畫

英文或可對應為 High society。

### 傳統中國上流社會
- 貴族
- 士大夫
- 名流或名士，如竹林七賢
- 清流官員
- 士紳
- 文人

## 晉身上流社會的途徑
- 婚姻
- 就讀國際知名學府或傳統名校
- 拜師
- 資本投資
- 結拜
- 遺產、爵位繼承
- 选举
- 革命
- 世襲